# STADA
STADA (нім. STADA Arzneimittel AG) — міжнародна група фармацевтичних компаній. Штаб-квартира розміщена в місті Бад-Фільбель (Німеччина).

## Історія заснування
14 березня 1895 року в Дрездені окремі фармацевти засновують спільний кооператив, що займається розробкою та виробництвом ліків. У Берліні, Дрездені, Вюрцбурзі, Дармштадті та інших місцях це призводить до спільного виробництва її аптеками-учасниками деяких препаратів. Одночасно з цим у Дрездені засновано Асоціацію фармацевтів. Тако подібні фармацевтичні об’єдання починають виникати у інших німецьких містах. 
З 1903 року Асоціація фармацевтів повністю регулює своє виробництво, від виготовлення упаковки до формування ціни.
Це призводить у 1908 році до заснування спеціалізованої Асоціації німецьких фармацевтів. Це довзоляє її членам можливість виробляти певні препарати відповідно до ідентичних інструкцій. Всі ці препарати однаково упаковані і  продаються за однаковою ціною.
В 1933 році на тлі хвилі політичної координації регіональних спеціалізованих компаній і асоціацій фармацевтів, після переходу Асоціації німецьких фармацевтів до Професійного співтовариства німецьких фармацевтів (St.d.A), спеціалізовану компанію Асоціації німецьких фармацевтів було змінено на власний відділ препаратів Асоціації німецьких фармацевтів. Власне абревіатура «St.D.A» розшифровувалася як «Standardarzneimittel Deutscher Apotheker», що означало «Стандарти препаратів німецьких аптек».
Абревіатура "St.d.A." стає знаком асоціації "STADA" (зареєстрована торгова марка) і незабаром перетворюється на загальний термін для всіх препаратів, вироблених аптекою вдома відповідно до стандартних рецептур. У той час STADA розробила низку заходів, спрямованих на відновлення формули, пов’язаної з науковою переоцінкою аптеки. З цією метою в Німецькому музеї гігієни в Дрездені було створено Інститут фармацевтики, де, крім постійного моніторингу препаратів STADA, були розроблені нові правила та процеси.
У 1938 році STADA відкриває філію в Мюнхені, який став жертвою бомбардувань 1944 року. Потім офіси STADA переїхали в Галле-ан-дер-Заале. Наприкінці війни робота STADA припиняється, оскільки Галле знаходиться в зоні радянської окупації.
Після війни компанія STADA була заснована в 1948 році у вигляді двох окремих кооперативів на території колишньої Федеративної Республіки Німеччини. Після цього, на півночі Німеччини, є STADA North зі штаб-квартирою в Ессені, а на півдні Німеччини – STADA South зі штаб-квартирою в Тюбінгені. Діяльність зосереджена на продуктах для самолікування.
Два кооперативи, які виникли після закінчення війни, STADA North і STADA South, об’єдналися в 1954 році в одну компанію: STADA GmbH зі штаб-квартирою у Франкфурті-на-Майні. Відповідне розташування в Бад Фільбелі Дортельвайлі забезпечує можливості для запланованого розширення. Далі йдуть перші кроки STADA як виробничої компанії.
Представницька асамблея STADA вирішує, що ліки STADA більше не потрібно виготовляти виключно в аптеках, а також можна виробляти централізовано в Дортелвайлі.
На початку 1970 рр STADA змінює існуючу правову структуру. Кооператив стає корпорацією, щоб залучити більші суми капіталу та залишатися стійким. Однак на даний момент акції можуть купувати лише фармацевти.
В 1971 році були засновані наступні компанії, пов'язані з STADA: NIDDAPHARM GmbH і STADA-CHEMIE GmbH. STADA також купує компанію UZARA-Werk GmbH.
У 1975 році STADA вирішує розширити власну лінійку продуктів за допомогою так званих генериків і засновує STADAPHARM GmbH. Отримано перші ліцензії. Одним із найбільших успіхів генериків є Ніфедипін СТАДА®.
У 1986 надійшли перші іноземні інвестиції: після придбання швейцарської компанії Helvepharm AG, STADA деякий час активно працює за кордоном. У 1989 році після цього було засновано STADA GmbH Austria, а в 1990/91 році було придбано Eurogenerics SA в Бельгії та Centrafarm BV в Нідерландах.
В 1991 році STADA починає свою комерційну діяльність в Азії з STADA Pharmaceuticals (Asia) Ltd. в Гонконгу.
З 1993 по 2000 рік компанія входить до «десятки» німецької промисловості за обсягом продажів. Основними компетенціями компанії є два сегменти – генерики та безрецептурні препарати. STADA продовжує послідовно дотримуватися своєї стратегії інтернаціоналізації та розвивається в динамічного глобального гравця.
У 2001 році акції STADA включені в MDAX, а в 2002 році в Euro Stoxx 600. STADA починає розробку біогенериків. У 2004 році відбувається вихід на російський ринок з купівлею фармацевтичної компанії «Нижфарм».
У 2005-2010 роках STADA придбала сербську компанію Hemofarm AG.
У 2010–2015 роках STADA здійснила успішні придбання у сфері фірмових продуктів, яка стає все більш важливою для Групи. STADA купує британського безрецептурного виробника Thornton & Ross.
У 2017 році успішна пропозиція добровільного публічного поглинання від Bain Capital і Cinven; частка ~ 65%
2019 Придбання STADA фірмового портфоліо OTC у GSK. STADA придбала Walmark (провідну компанію Consumer Healthcare у Центральній Європі), інвестувала в безрецептурний портфель у Takeda в Росії/СНД вартістю 660 мільйонів доларів США, уклала стратегічне партнерство з ісландською Alvotech та бізнесом Consumer Health компанії ТОВ "ФЗ "БІОФАРМА" (Україна).
Придбання 2020 року шведської компанії Lobsor Pharmaceuticals і прав на новий препарат від хвороби Паркінсона.
У 2021 році придбання у Sanofi 16 відомих брендів споживчих засобів охорони здоров’я з акцентом на Європу. STADA та Sanofi уклали угоду про дистрибуцію товарів для споживачів у вибраних країнах Європи..